# Gwinea Bissau na Letnich Igrzyskach Olimpijskich 2024
Gwinea Bissau na Letnich Igrzyskach Olimpijskich 2024 – występ kadry sportowców reprezentujących Gwineę Bissau na igrzyskach olimpijskich, które odbyły się w Paryżu we Francji, w dniach 26 lipca – 11 sierpnia 2024.
Reprezentacja Gwinei Bissau liczyła sześciu zawodników – wyłącznie mężczyzn, którzy wystąpili w 5 dyscyplinach.
Był to ósmy start Gwinei Bissau na letnich igrzyskach olimpijskich.

## Reprezentanci

### Judo
| Zawodnik     | Konkurencja | 1/16             | 1/8              | Ćwierćfinał      | Półfinał         | Repasaże         | Finał / 3. miejsce | Finał / 3. miejsce | Źródła |
| Zawodnik     | Konkurencja | Przeciwnik Wynik | Przeciwnik Wynik | Przeciwnik Wynik | Przeciwnik Wynik | Przeciwnik Wynik | Przeciwnik Wynik   | Pozycja            | Źródła |
| ------------ | ----------- | ---------------- | ---------------- | ---------------- | ---------------- | ---------------- | ------------------ | ------------------ | ------ |
| Bubacar Mané | +100 kg (m) | Ndiaye P 00-10   | NQ               | NQ               | NQ               | NQ               | NQ                 | NQ                 | [ 1 ]  |

### Lekkoatletyka
| Zawodnik    | Konkurencja       | Runda 1 | Runda 1 | Runda 2 | Runda 2 | Półfinał | Półfinał | Finał | Finał   | Źródło |
| Zawodnik    | Konkurencja       | Wynik   | Miejsce | Wynik   | Miejsce | Wynik    | Miejsce  | Wynik | Miejsce | Źródło |
| ----------- | ----------------- | ------- | ------- | ------- | ------- | -------- | -------- | ----- | ------- | ------ |
| Seco Camara | bieg na 100 m (m) | 10.76   | 26.     | NQ      | NQ      | NQ       | NQ       | NQ    | NQ      | [ 2 ]  |

### Pływanie
| Zawodnik     | Konkurencja           | Eliminacje | Eliminacje | Półfinał | Półfinał | Finał | Finał | Źródło |
| Zawodnik     | Konkurencja           | Czas       | Poz.       | Czas     | Poz.     | Czas  | Poz.  | Źródło |
| ------------ | --------------------- | ---------- | ---------- | -------- | -------- | ----- | ----- | ------ |
| Pedro Rogery | 50 m st. dowolnym (m) | 28.34      | 66.        | NQ       | NQ       | NQ    | NQ    | [ 3 ]  |

### Taekwondo
| Zawodnik     | Konkurencja | 1/16 finału      | 1/8 finału       | Ćwierćfinał      | Półfinał         | Repesaż          | Finał / 3.miejsce | Finał / 3.miejsce | Źródło |
| Zawodnik     | Konkurencja | Przeciwnik Wynik | Przeciwnik Wynik | Przeciwnik Wynik | Przeciwnik Wynik | Przeciwnik Wynik | Przeciwnik Wynik  | Pozycja           | Źródło |
| ------------ | ----------- | ---------------- | ---------------- | ---------------- | ---------------- | ---------------- | ----------------- | ----------------- | ------ |
| Paivou Gomis | +80 kg (m)  | BYE              | Sansores P 0-2   | NQ               | NQ               | NQ               | NQ                | NQ                | [ 4 ]  |

### Zapasy
| Zawodnik             | Konkurencja          | 1/8 finału           | Ćwierćfinał      | Półfinał         | Repesaż          | Finał            | Finał   | Źródło |
| Zawodnik             | Konkurencja          | Przeciwnik Wynik     | Przeciwnik Wynik | Przeciwnik Wynik | Przeciwnik Wynik | Przeciwnik Wynik | Pozycja | Źródło |
| -------------------- | -------------------- | -------------------- | ---------------- | ---------------- | ---------------- | ---------------- | ------- | ------ |
| Diamantino Iuna Fafé | -57 kg st. wolny (m) | Abakarow P 6-7       | NQ               | NQ               | NQ               | NQ               | NQ      | [ 5 ]  |
| Bacar Ndum           | -74 kg st. wolny (m) | Emamiczoghaji P 0-10 | NQ               | NQ               | NQ               | NQ               | NQ      | [ 6 ]  |